# Augure
Augure és una pel·lícula dramàtica de 2023 escrita i dirigida pel director belga-congolès Baloji. Protagonitzada per Marc Zinga, Lucie Debay i Eliane Umuhire, es va estrenar a Canes a la secció Un Certain Regard el 23 de maig de 2023, on va guanyar el Premi New Voice.
Una coproducció entre Bèlgica, la República Democràtica del Congo, els Països Baixos, França, Alemanya i Sud-àfrica, va ser seleccionada com a entrada belga per la Millor pel·lícula internacional als Premis Oscar de 2023.
L'any 2023/24, el director de cinema Baloji va fer l'exposició Baloji Augurism al museu de la moda MOMU a Anvers, Bèlgica, inspirant-se en els vestits tradicionals africans que havia dissenyat per a la seva pel·lícula amb Elke Hoste.

## Argument
El congolès Koffi va ser rebutjat per la seva mare en la seva joventut per ser un anomenat "zabolo", en suahili per bruixot malvat. Ara torna al Congo des d'Europa per visitar la seva família, juntament amb la seva xicota blanca embarassada. La visita no va bé, ja que els antics rituals i les supersticions persistents de les tribus locals continuen perseguint Koffi.

## Repartiment
- Marc Zinga: Koffi
- Lucie Debay: Alice, esposa de Koffi
- Eliane Umuhire: Tshala
- Yves-Marina Gnahoua: Mama Mujila
- Marcel Otete Kabeya: Paco
- Denis Mpunga: Malage
- Bongeziwe Mabandla: Ezra
- Guetty Lembe: Bella Bello
- Linda Ikwa: Masekini
- Dylan Mata: Maky
- Romain Barthez: Abel / Dr. Phileasfog
- Mordecai Kamangu: Simba
- Olive Mfumu Ntonto: Maya

## Producció
El director i guionista principal és el belga-congolès Baloji, també conegut com l'artista musical de Starflam, entre d'altres. La companyia Wrong Men va produir la pel·lícula. El pressupost de producció va ser d'1 milió d'euros. La pel·lícula va rebre el suport financer de la VRT, la RTBF, el Centre du cinéma de la Fédération Wallonie-Bruxelles, screen.brussels, el Fons Audiovisual Holandès i el Servei Federal d'Impostos, entre d'altres. El rodatge va durar 23 dies i es va dur a terme en 18 ubicacions diferents. Augure es va estrenar als cinemes de Bèlgica el 15 de novembre de 2023 i es distribueix internacionalment amb el nom Omen.

## Estrena
Augure es va estrenar a la secció 'Un Certain Regard' del 76è Festival Internacional de Cinema de Canes el 23 de maig de 2023. Va ser convidat a la secció Horizons del 57è Festival Internacional de Cinema de Karlovy Vary, on es va projectar el 30 de juny de 2023. Es va projectar al Panorama Internacional del Festival du nouveau cinema de 2023 el 8 d'octubre, i a la secció 'Strand' sota el tema  'Dare' al Festival de Cinema de Londres de 2023 el 12 d’octubre.
Augure es va estrenar als cinemes de Bèlgica el 15 de novembre de 2023 per Imagine Film.

## Recepció
Al lloc web de l'agregador de ressenyes Rotten Tomatoes, la pel·lícula té una puntuació d'aprovació del 83% basada en 18 ressenyes, amb una valoració mitjana de 7,4/10. El consens dels crítics diu: "Visualment sorprenent i inquietantment surrealista, Augure compensa amb imatges fascinants i ambició tot el que li manca de llegibilitat narrativa."
Peter Bradshaw de The Guardian va donar a la pel·lícula una puntuació de quatre sobre cinc estrelles, i va escriure que la pel·lícula explora i deconstrueix el concepte d'un xoc cultural: "cultura, patrimoni, nacionalitat i identitat són conceptes que canvien de forma. Potser Augure no encaixa completament, però és una creació cinematogràfica atrevida, arriscada i emocionant." Michelle Martin de Rue Morgue va elogiar el actuacions i visuals de la pel·lícula, i la va anomenar "[una] exploració impressionant de les creences culturals congoleses planteja que les coses que considerem "ocultes" existeixen en el mateix pla que les que considerem com a "científic" i el resultat és captivador."
Peyton Robinson de RogerEbert.com va donar a la pel·lícula tres de quatre estrelles, anomenant-la "una peça visualment fascinant de realisme màgic que proposa idees sobre pàries, cultura i individualitat en un món amb regles constantment canviants, però en dedicar tant de treball a l'estètica, es queda endarrerida a l'hora de donar sentit a les seves històries fantasmagòriques." Beatrice Loayza de The New York Times va caracteritzar la pel·lícula com a ambiciosa, destacant el seu "simbolisme viu" i "En els seus millors moments, un element silenciós d'absurd [que] fonamenta l'espectacle", però lamentant que "la construcció frenètica del món de la pel·lícula finalment la deixa adormida, en part perquè els drames humans desiguals —cadascú ofereix un missatge vague sobre la marginació— perden impuls en tota la commoció."

## Premis
- 76è Festival Internacional de Cinema de Canes: Premi "New voice" de la secció Un certain regard[5]
- Filmfest München: guanyador de la competició CineRebels
- Festival Internacional de Cinema de Durban (Sud-àfrica): millor llargmetratge africà
- Festival de Cinema Francòfon d'Angoulême: Baloji, millor director
- LVI Festival Internacional de Cinema Fantàstic de Catalunya: Millor director: Baloji Tshiani.[16]

| Premi           | Data de cerimònia | Categoria                    | Receptor(s)                                                      | Resultat  | Ref.   |
| --------------- | ----------------- | ---------------------------- | ---------------------------------------------------------------- | --------- | ------ |
| Premis Magritte | 9 de març de 2024 | Millor actriu de repartiment | Yves-Marina Gnahoua                                              | Guanyador | [ 17 ] |
| Premis Magritte | 9 de març de 2024 | Millor fotografia            | Joachim Philippe                                                 | Guanyador | [ 17 ] |
| Premis Magritte | 9 de març de 2024 | Millor disseny de producció  | Eve Martin                                                       | Guanyador | [ 17 ] |
| Premis Magritte | 9 de març de 2024 | Millor disseny de vestuari   | Elke Hoste i Baloji                                              | Guanyador | [ 17 ] |
| Premis Magritte | 9 de març de 2024 | Millor banda sonora original | Baloji                                                           | Guanyador | [ 17 ] |
| Premis Magritte | 9 de març de 2024 | Millor pel·lícula            | Augure                                                           | Nominat   | [ 18 ] |
| Premis Magritte | 9 de març de 2024 | Millor director              | Baloji                                                           | Nominat   | [ 18 ] |
| Premis Magritte | 9 de març de 2024 | Millor actor                 | Marc Zinga                                                       | Nominat   | [ 18 ] |
| Premis Magritte | 9 de març de 2024 | Millor actriu de repartiment | Lucie Debay                                                      | Nominat   | [ 18 ] |
| Premis Magritte | 9 de març de 2024 | Millor guió                  | Baloji                                                           | Nominat   | [ 18 ] |
| Premis Magritte | 9 de març de 2024 | Millor primera pel·lícula    | Augure                                                           | Nominat   | [ 18 ] |
| Premis Magritte | 9 de març de 2024 | Millor so                    | Jan Deca, Erik Griekspoor, Danny van Spreuwel i Vincent Nouaille | Nominat   | [ 18 ] |
| Premis Magritte | 9 de març de 2024 | Millor muntatge              | Bruno Tracq i Bertrand Conard                                    | Nominat   | [ 18 ] |